# وزارة الفلاحة والتنمية الريفية (الجزائر)
وزارة الفلاحة والتنمية الريفية ، هي الوزارة المسؤولة عن الفلاحة في الجزائر.

## قائمة الوزراء
| الوزير | الوزير                       | الحزب             | الحزب                   | الحكومة                                   | تواريخ العهدة                 | تواريخ العهدة  | ملاحظات                                     |
| ------ | ---------------------------- | ----------------- | ----------------------- | ----------------------------------------- | ----------------------------- | -------------- | ------------------------------------------- |
| 1      | عمار أوزقان (1981-1910)      |                   | حزب جبهة التحرير الوطني | حكومة بن بلة الأولى                       | 27 سبتمبر 1962                | 18 سبتمبر 1963 | وزير الفلاحة و الاصلاح الزراعي              |
| 4      | محمد طيبي العربي (1997-1918) | " \|              | حزب جبهة التحرير الوطني | حكومة بومدين الثانية حكومة بومدين الثالثة | 7 مارس 1968                   | 23 جويلية 1977 | وزير الفلاحة و الاصلاح الزراعي              |
| 4      | محمد طيبي العربي (1997-1918) | " \|              | حزب جبهة التحرير الوطني | حكومة بومدين الرابعة                      | 23 جويلية 1977                | 8 مارس 1979    | وزير الفلاحة و الثورة الزراعية              |
| 4      | سليم سعدي                    |                   |                         | حكومة عبد الغاني الثالثة                  | 12 يناير 1982                 | 22 يناير 1984  | وزير الفلاحة والثورة الزراعية               |
| 6      | عبد القادر قاضي              |                   |                         | حكومة سلال الرابعة                        | 4 مايو 2015                   | 23 جويلية 2015 |                                             |
| 7      | سيد أحمد فروخي               |                   |                         | حكومة سلال الرابعة                        | 23 جويلية 2015                | 24 مايو 2017   | وزير الفلاحة والتنمية الريفية والصيد البحري |
| 8      | عبد القادر بوعزقي            |                   | حزب جبهة التحرير الوطني | حكومة تبون حكومة أويحيى العاشرة           | 25 ماي 2017                   | 31 مارس 2019   | وزير الفلاحة والتنمية الريفية والصيد البحري |
| 10     | شريف عماري                   |                   |                         | حكومة بدوي                                | 31 مارس 2019                  | 2 يناير2020    | وزير الفلاحة والتنمية الريفية والصيد البحري |
| 10     | شريف عماري                   | حكومة جراد الأولى | 2 يناير 2020            | 23 جوان 2020                              | وزير الفلاحة والتنمية الريفية |                |                                             |
| 12     | عبد الحميد حمداني            |                   |                         | حكومة جراد الثانية                        | 23 جوان 2020                  | إلى الآن       | وزير الفلاحة والتنمية الريفية               |